# Alexandr Leňov
Alexandr Leňov rusky Александр Иванович Ленёв; (25. září 1944 Stalinogorsk – 12. listopadu 2021) byl ruský fotbalista, záložník, jenž reprezentoval někdejší Sovětský svaz.

## Fotbalová kariéra
Začínal v FK Chimik Novomoskovsk.
V nejvyšší soutěži Sovětského svazu hrál za FK Šinnik Jaroslavl a FK Torpedo Moskva. Nastoupil ve 181 ligových utkáních a dal 25 gólů. S Torpedem Moskva získal v roce 1965 mistrovský titul a v roce 1968 Sovětský fotbalový pohár. Kariéru končil v nižších soutěžích v týmech FK Volga Gorkij, FC Torpedo Kutaisi a FK Metallurg Tula. V Poháru mistrů evropských zemí nastoupil ve 2 utkáních a v Poháru vítězů pohárů nastoupil v 9 utkáních. Za reprezentaci Sovětského svazu nastoupil v letech 1966-1968 v 10 utkáních. Byl členem reprezentace Sovětského svazu na mistrovství Evropy ve fotbale 1968, nastoupil ve 2 utkáních. 

## Ligová bilance
| Ročník                               | Zápasy | Góly | Klub                |
| ------------------------------------ | ------ | ---- | ------------------- |
| Sovětská fotbalová Vysšaja liga 1964 | 17     | 1    | FK Šinnik Jaroslavl |
| Sovětská fotbalová Vysšaja liga 1965 | 9      | 1    | FK Torpedo Moskva   |
| Sovětská fotbalová Vysšaja liga 1966 | 32     | 2    | FK Torpedo Moskva   |
| Sovětská fotbalová Vysšaja liga 1967 | 31     | 6    | FK Torpedo Moskva   |
| Sovětská fotbalová Vysšaja liga 1968 | 31     | 4    | FK Torpedo Moskva   |
| Sovětská fotbalová Vysšaja liga 1969 | 29     | 6    | FK Torpedo Moskva   |
| Sovětská fotbalová Vysšaja liga 1970 | 26     | 5    | FK Torpedo Moskva   |
| Sovětská fotbalová Vysšaja liga 1971 | 6      | 0    | FK Torpedo Moskva   |
| CELKEM 1. liga                       | 181    | 25   |                     |